# Komaroffia
Komaroffia, rod jednogodišnjeg raslinja iz porodice Ranunculaceae. Sastoji se od dvije vrste iz Zapadne (Afganistan i Iran) i Srednje Azije (Tadžikistan, Turkmenistan, Uzbekistan, Kazahstan, Kirgistan)
Rod je opisan u Trudy Imp. S.-Peterburgsk. Bot. Sada 10: 144. 1887.

## Vrste
1. Komaroffia bucharica (Schipcz.) Dönmez
2. Komaroffia integrifolia (Regel) A.L.Pereira

## Sinonimi
Nema.